# Автоматон

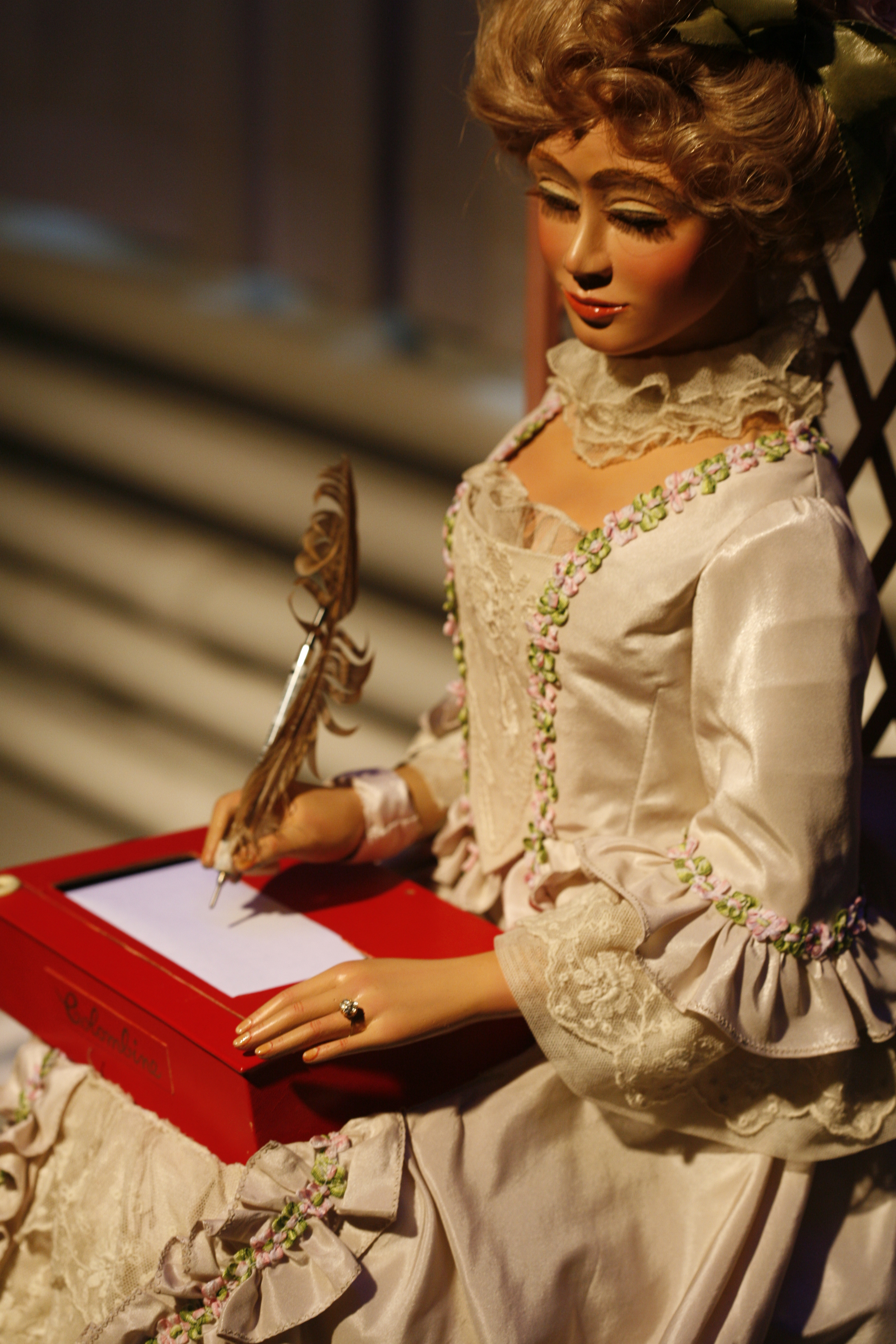
Автоматон из Международного центра искусств в Швейцарии

Автомато́н (восходит к др.-греч. αὐτόματον, ср. форма αὐτόματος «самодвижущийся», «самопроизвольный»), или автома́т, — кукла с механическим приводом, выполняющая действия по заданной программе. Автоматоны можно считать первыми в мире роботами, хотя сам термин был введён только в XX веке чешским писателем Карелом Чапеком (1890—1938). Некоторые из них могли выполнять сложные движения, например: писать, играть на музыкальных инструментах.

## В настоящее время
Сейчас под понятием автоматона принято понимать робота, обладающего собственным интеллектом, схожим с человеческим. Автоматон может излагать свои желания, проявлять излишнюю заботу о себе, и даже иметь свой характер поведения. В 2022 году компания Figure разработала автоматона Figure01, способного понимать окружающих, вести свой образ жизни и т.д. Такая возможность появилась благодаря Искусственному интеллекту ChatGPT, выпущенному OpenAI.

## История

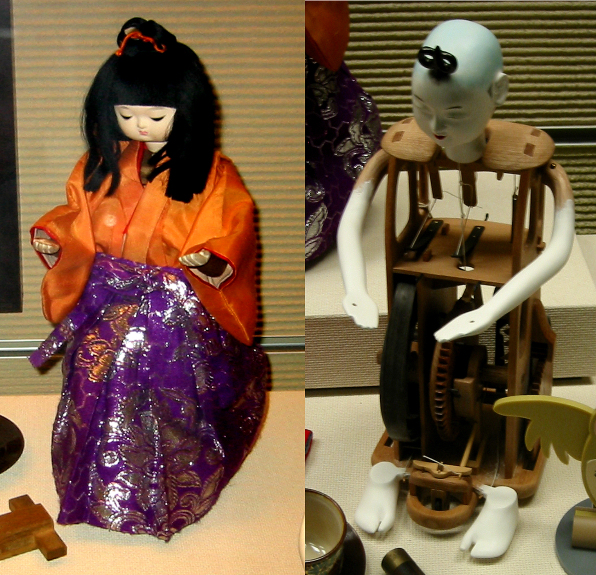
Японская механическая марионетка для чайной церемонии и её устройство

Первые автоматы изготовлялись уже в глубокой древности. Из легенд известны ходячие статуи Дедала в Афинах, летающий деревянный голубь Архита Тарентского и др. Практического значения такие «автоматы» не имели, но, оставаясь занимательными игрушками, они оказались своего рода предшественниками современных автоматов. Существенно повлияло на развитие автоматов изобретение часов с пружинным приводом (П. Хенляйн в Германии, XVI век), маятниковых часов (Х. Гюйгенс в Голландии, 1657), в которых впервые использовались принципы и отдельные механизмы, получившие впоследствии широкое применение в автоматах. Широко известны часы страсбургского собора с 12-ю движущимися фигурами и поющим петухом, подобные часы в Любеке, Нюрнберге, Праге, Оломоуце (Ольмюце) и т. п.
Особенную известность приобрели в XVIII веке автоматы Вокансона (фр. Vaucanson) из Гренобля, которые он показывал в Париже в 1738 году (человек, игравший на флейте; на свирели; утка, принимавшая пищу), а также произведения швейцарских часовщиков отца и сына Жаке-Дро (фр. Jaquet-Droz) из Ла-Шо-де-Фон в 1790 году (пишущий мальчик; девочка, играющая на фисгармонии; рисующий мальчик).
У царя Алексея Михайловича в Коломенском дворце по разные стороны от трона стояла пара механических львов, способных копировать некоторые движения настоящих животных:

В одном из чуланов подклетной кладовой о. Иван показал царевичу два львиные чучела. Он тотчас узнал их, потому что видел часто в детстве. Поставленные во времена царя Алексея Михайловича в Коломенском дворце подле престола царского, они, как живые, рыкали, двигали глазами, зияли устами. Медные туловища оклеены были под львиную стать бараньими кожами. Механика, издававшая «львово рыканье» и приводившая в движение их пасти и очи, помещалась рядом, в особом чулане, где устроен был стан с мехами и пружинами. Должно быть, для починки перевезли их в Кремлёвский дворец и здесь в кладовой, среди хлама, забыли. Пружины сломались, меха продырявились, шкуры облезли, из брюха висела гнилая мочала — и жалкими казались теперь грозные некогда львы российских самодержцев. Морды их полны были овечьей глупостью.— Мережковский Д. С. Антихрист (Пётр и Алексей). — Москва: Панорама, 1993. — 432 с. — 80 000 экз.
Механизмы рыкающих львов были изготовлены в 1673 году часовым мастером Оружейной палаты Петром Высоцким.
Широко известны часы «Павлин» с фигурами птиц. Были приобретены Екатериной II, сейчас их можно увидеть в Эрмитаже, механизм сохранился в первоначальном виде и его работу можно увидеть.
Немецкий изобретатель XVIII века Фридрих фон Кнаусс (1724—1789) был создателем одной из первых автоматических пишущих машинок. Получилось сложное сооружение, которое выглядело эстетично. Машинку удерживали два бронзовых орла, а в ней находилась муза-богиня, которая и записывала текст. Рабочая система могла заставить автомат смочить ручку в чернильнице, чтобы иметь возможность писать, и также был предусмотрен переворот на новую страницу.

## В культуре
- Syberia - игра, которой присутствуют различные автоматоны, а сюжет посвящен судьбе Ганса Форальберга, изобретателя этих автоматонов.
- Три Толстяка - в повести Юрия Олеши фигурирует механическая кукла.